# قسطنطين باتس
قسطنطين باتس (بالإستونية: Konstantin Päts) (و. 1874 – 1956 م) هو سياسي، وصحفي، ومحام من الإمبراطورية الروسية .
تولى منصب رئيس إستونيا (1938-04-24–1940-07-23)، ورئيس وزراء إستونيا (1934-01-24–1937-09-03) .

## التعليم
تعلم في جامعة تارتو.
| المناصب السياسية | المناصب السياسية | المناصب السياسية |
| ---------------- | ---------------- | ---------------- |
| سبقه ، و         | ' -              | تبعه ، و         |

## روابط خارجية
- قسطنطين باتس على موقع الموسوعة البريطانية (الإنجليزية)
- قسطنطين باتس على موقع ميوزك برينز (الإنجليزية)